# Hronská niva
Hronská niva je geomorfologický podcelek Podunajské pahorkatiny. Tvoří ji území v blízkosti řeky Hron, mezi Tlmačom a Štúrovom. Východní okraj střední části zabírá geomorfologická část Sikenický mokřad.

## Vymezení
Podsestava se nachází ve východní části Podunajské pahorkatiny a zabírá pás území podél řeky Hron, jižně od města Tlmače. Na severu ji ohraničují Štiavnické vrchy s podcelky Hodrušská hornatina a Kozmálovské vršky, západním směrem leží rozsáhlá Hronská pahorkatina. Jihovýchodní okraj v blízkosti ústí lemuje pohoří Burda a východním směrem pokračuje krajinný celek Ipeľskou pahorkatinou. 

## Chráněná území
Na území Hronské nivy leží maloplošné chráněné území:
- Levický park - chráněný areál
- Levické rybníky - chráněný areál
- Hlohyňa - přírodní rezervace
- Želiezovský park - chráněný areál
- Vozokánsky luh - přírodní rezervace
- Bíňanský sprašový profil - přírodní památka
- Kamenínske slanisko - národní přírodní rezervace
- Čistiny - přírodní rezervace
- Kamenický sprašový profil - přírodní památka [2]

## Doprava
Severojižním směrem vede nivou silnice I / 76 ( Tlmače - Štúrovo ), kterou při Levicích křižuje silnice I / 51 ( Nitra - Hontianske Nemce ) a při Šarovcích silnice I / 75 ( Nové Zámky - Lučenec ). V jižní části vede silnice I / 63 ( Komárno - Ostřihom ). Severní částí území vede železniční trať Nové Zámky - Zvolen, na kterou navazuje trať Štúrovo - Levice. Ve stanici Čata ústí také trať ze Zvolena.